# Gemini 7
Gemini 7 byl čtvrtý pilotovaný kosmický let v rámci amerického programu Gemini. Uskutečnil se ve dnech 4. až 18. prosince 1965. Nesl sériové označení GLV-7 12562, v katalogu COSPAR byl katalogizován pod označením 1965-100A. Jednalo se o osmý pilotovaný americký let a celkově 16. kosmickou loď s posádkou vyslanou do vesmíru.

## Posádka
- Frank Borman (1), velící pilot
- Jim Lovell (1), pilot

V závorkách je uvedený dosavadní počet letů do vesmíru včetně této mise.

### Záložní posádka
- Edward White, velící pilot
- Michael Collins, pilot

## Průběh letu Gemini 7

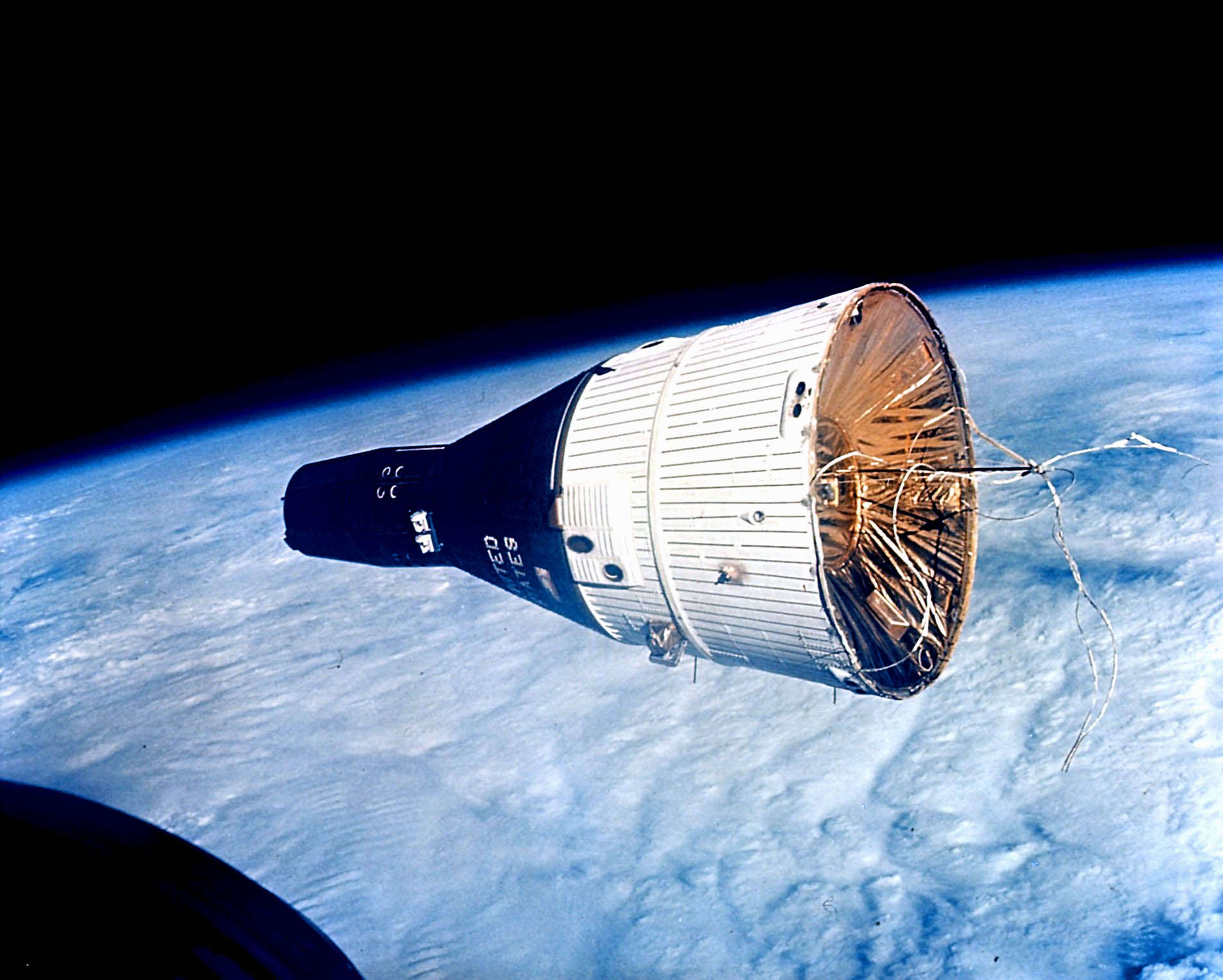
Snímek lodi Gemini 7 pořízený z Gemini 6A při skupinovém letu

Start se uskutečnil 4. prosince 1965 v 19:30 UTC ze startovací rampy LC-19 z kosmodromu Cape Canaveral Air Force Station na mysu Canaveral na Floridě. Velícího pilota Franka Bormana a pilota Jima Lovella čekal dlouhodobý čtrnáctidenní let, jehož hlavním cílem bylo otestovat schopnost lidského organismu přežít ve stavu beztíže.
Po dosažení oběžné dráhy zkontrolovali astronauti palubní systémy a po ukončení prvního oběhu zahájili lékařské experimenty, zkoušeli komunikovat s pozemními stanicemi pomocí laserového paprsku, testovali navigaci kosmické lodě rozpoznáváním obrysů kontinentů. Většina pokusů byla zaměřena na lety budoucího programu Apollo. Nový lehčí typ skafandru umožnil astronautům jeho svlečení a oblečení bez cizí pomoci na palubě kosmické lodi.
Jedním z hlavních úkolů mise bylo plánované přiblížení lodí Gemini 7 a Gemini 6A. Let Gemini 6A odstartoval 15. prosince 1965 v 13:37 UTC s astronauty Walterem Schirrou a Thomasem Staffordem. Loď Gemini 6A se pohybovala po nižší oběžné dráze než Gemini 7 a začala ji dohánět. Pomocí motorických manévrů se k sobě obě lodi přiblížily, poprvé se podařilo uskutečnit skupinový let dvou lodí ve vesmíru. Jemným manévrováním se podařilo Walteru Schirrovi přiblížit Gemini 6A ke Gemini 7 až na vzdálenost 0,3 m.
Po odletu Gemini 6A pokračovali Borman a Lovell v letu až do 18. prosince 1965, kdy zapálili brzdící motory a přistáli na hladině Atlantiku 900 km jihozápadně od Bermud, odkud je vylovila čekající letadlová loď USS Wasp.
Délkou svého letu (14 dní) vytvořili astronauti nový světový rekord, který později překonala až loď Sojuz 9.